# Лазаревка (Приморский край)
Ла́заревка — село в Яковлевском районе Приморского края, входит в состав Варфоломеевского сельского поселения.

## География
Расположено на левом берегу реки Арсеньевка и правом берегу реки Лазаревская Падь.
Стоит на автомобильной дороге Спасск-Дальний — Яковлевка — Варфоломеевка.
Расстояние до Яковлевки — около 10 км, до Варфоломеевки — около 6 км.

## Население
| 1926 | 2001 | 2002 | 2010 | 2019 |
| ---- | ---- | ---- | ---- | ---- |
| 170  | ↘154 | ↘139 | ↘120 | ↘95  |

## Улицы
| - ул. Братьев Черкашиных, - ул. Заводская, - ул. Луговая, - ул. Нижняя, - ул. Центральная. |